# Operațiunea Underworld
Operațiunea Underworld a fost numele de cod al guvernului Statelor Unite ale Americii pentru cooperarea sa cu mafia italo-americană și cu figuri ale crimei organizate evreiești din 1942 până în 1945. Operațiunea urmărea să contracareze spionii și sabotorii Axei de-a lungul porturilor de pe coasta de nord-est a Statelor Unite, să evite grevele sindicale din timpul războiului și să limiteze furtul de către comercianții la negru de provizii și echipamente de război vitale.

## Context

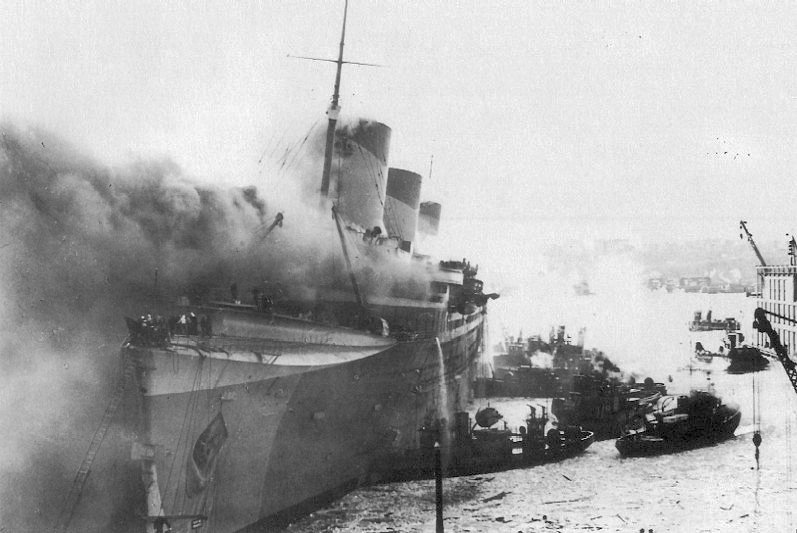
Suspiciunea de sabotaj mafiot în incendiul și scufundarea navei Normandie (redenumită Lafayette pentru serviciul de război), a condus la Operațiunea Underworld

În primele trei luni după atacul japonez de la Pearl Harbor din 7 decembrie 1941, Statele Unite au pierdut 120 de nave comerciale din cauza U-boot-urilor germane și a raidurilor de suprafață în Bătălia Atlanticului, iar în februarie 1942, pachebotul SS Normandie, o navă franceză capturată care era recondiționată ca navă pentru trupe în portul New York, ar fi fost sabotat și scufundat prin incendiere în portul New York. Șeful mafiei și fostul șef al Murder, Inc. Albert „Mad Hatter” Anastasia ar fi revendicat sabotajul, potrivit mafiotului evreu Meyer Lansky și Charles „Lucky” Luciano, unul dintre șefii celor Cinci Familii ale Mafiei din New York și fondatorul the American Mafia's Commission.
Guvernul Statelor Unite a descris pierderea Normandiei ca fiind un accident și nu a fost prezentată nicio dovadă care să lege spionii Axei de pierderea Normandiei. După război, înregistrările Axei susțineau că nu a existat nicio operațiune de sabotaj, iar Aliații nu au produs niciodată dovezi care să indice că ar fi existat sabotaj din lumea interlopă. În 1954, un raport care analiza contactele dintre serviciile secrete navale americane și mafia din New York, întocmit de William B. Herlands, nu menționa nici el rolul Anastasiei în sabotaj.

## Operațiunea Underworld
Temerile cu privire la posibile sabotaje sau perturbări ale frontului de apă l-au determinat pe comandantul Charles R. Haffenden de la al treilea district naval al Marinei SUA Office of Naval Intelligence⁠(d) (ONI) din New York să înființeze o unitate specială de securitate. Acesta a solicitat ajutorul lui Joseph Lanza⁠(d), care conducea Fulton Fish Market, pentru a obține informații despre zona de la malul mării din New York, pentru a controla sindicatele și pentru a identifica posibile operațiuni de realimentare și reaprovizionare a submarinelor germane cu ajutorul industriei pescuitului de pe coasta Atlanticului.
Pentru a acoperi activitățile lui Lanza, Haffenden l-a contactat, de asemenea, pe Lansky, care, anterior, destrămase mitingurile pro-naziste German American Bund, inclusiv unul în cartierul german din Manhattan Yorkville⁠(d), pe care l-a perturbat personal alături de paisprezece asociați. A solicitat ajutorul lui Lansky pentru a ajunge la Luciano, partenerul lui Lansky. Luciano fusese judecat și condamnat în 1936 pentru prostituție forțată și conducerea unei rețele de prostituție după ce Procurorul General Thomas E. Dewey îl investigase ani de zile și ispășea o pedeapsă cuprinsă între 30 și 50 de ani la Dannemora⁠(d).
Luciano a fost de acord să coopereze cu autoritățile în speranța de a fi luat în considerare pentru eliberarea anticipată din închisoare. Pe lângă faptul că Lansky și gangsterii evrei doreau să se răzbune pentru asuprirea evreilor de către naziști, Luciano și Mafia doreau, de asemenea, să se răzbune pe Benito Mussolini și regimul fascist din Italia după ce Mussolini îi ordonase prefectului de Palermo Cesare Mori⁠(d) să eradicheze Mafia siciliană. Până în 1928, fasciștii au arestat peste 11.000 de suspecți de apartenență la Mafie⁠(d) și au determinat mulți alții să fugă din Sicilia, inclusiv viitorii șefi ai celor Cinci Familii Joseph Bonnano și Carlo Gambino.
Se presupune că contactele lui Luciano au ajutat la Operațiunea Husky, invazia amfibie a Forțelor Aliate a Siciliei din 1943, furnizând hărți ale porturilor insulei, fotografii ale coastei acesteia și nume ale unor contacte de încredere din cadrul Mafiei siciliene, care doreau, de asemenea, să îl vadă pe Mussolini răsturnat. Luciano l-a îndrumat pe Calogero Vizzini⁠(d) să ajute Aliații în invazia Italiei. Vizzini a devenit personajul central în istoria sprijinului direct al Mafiei pentru Aliați în timpul Operațiunii Husky, petrecând 6 zile pe un tanc american, ghidând forțele aliate prin trecătoarea montană și dirijându-și Mafia siciliană pentru a elimina lunetiștii italieni din munți. La puțin peste două săptămâni după începerea operațiunii Husky, Mussolini a fost înlăturat pe 25 iulie.
Pentru cooperarea sa, Luciano a fost mutat într-o închisoare deschisă mai convenabilă și mai confortabilă în Great Meadows⁠(d) în mai 1942. Influența lui Luciano în oprirea sabotajelor rămâne neclară, dar autoritățile au observat că grevele de pe docuri au încetat după ce avocatul lui Luciano Moses Polakoff a contactat figuri din lumea interlopă cu influență asupra docherilor și sindicatelor lor. În 1946, sentința lui Luciano a fost comutată după ce a executat 9 ani și jumătate. El a fost deportat în Italia ca parte a prevederilor comutării sentinței sale și a murit în 1962 la Napoli.

## Cercetări moderne
Deși mafioții au sprijinit armata americană, cercetările recente au determinat majoritatea istoricilor serioși să respingă legenda rolului lui Luciano în invazia Siciliei. Potrivit istoricului Salvatore Lupo:
„Povestea despre Mafia care i-a sprijinit pe anglo-americani cu invazia în Sicilia este doar o legendă fără niciun fundament, dimpotrivă, există documente britanice și americane despre pregătirea invaziei care infirmă această conjectură; puterea militară a Aliaților era de așa natură încât aceștia nu au avut nevoie să folosească astfel de măsuri.”